# Исчезновение детей Бомонт

Джейн, Грант и Арнна Бомонт во время семейного путешествия к Двенадцати апостолам (Виктория) в 1965 году

Джейн Нэртэр Бомонт (англ. Jane Nartare Beaumont; род. 10 сентября 1956), Арнна Кэтлин Бомонт (Arnna Kathleen Beaumont; род. 11 ноября 1958), и Грант Эллис Бомонт (Grant Ellis Beaumont; род. 12 июля 1961) — две сестры и брат, более известные как дети Бомонт (Beaumont children), исчезнувшие на пляже Гленелга (Аделаида, Южная Австралия) 26 января 1966 года, в День Австралии.
Пропажа детей Бомонт повлекла за собой одно из крупнейших полицейских расследований в истории австралийской криминалистики и вызвала большой общественный резонанс. В силу того, что дети так и не были найдены, а обстоятельства их исчезновения остались нераскрытыми, история стала неотъемлемой частью австралийского фольклора.
Интерес в австралийском обществе к этой истории не прекратился и по прошествии 60 лет, в СМИ Австралии постоянно выходят новые материалы и независимые расследования. В 2018 году правительство Южной Австралии предложило 1 миллион долларов за информацию которая прольёт свет на это дело.

## Обстоятельства исчезновения
Джейн, Арнна и Грант Бомонт жили со своими родителями, продавцом одежды и белья Джимом и его супругой Нэнси Бомонт, в доме по Хардинг-стрит, 109 (Сомертон Парк, пригород Аделаиды). Неподалёку от их дома находился популярный австралийский курорт Гленелг, пляж которого дети часто посещали.
26 января 1966 года, в среду, в жаркий праздничный день (26 января в Австралии ежегодно отмечается День Австралии — главный государственный праздник), когда температура в Аделаиде порой достигала 40 °C, дети Бомонт собрались на пляж. Их отец, как он вспоминал впоследствии, задался вопросом, стоит ли отправиться туда вместе с детьми или же поехать в близлежащий Сноутаун для встречи с потенциальными клиентами, и в итоге остановился на последнем. После этого дети отправились на остановку, чтобы сесть на автобус. Несмотря на то, что зачастую они ездили на пляж на велосипедах, в этот раз сёстры и брат решили добраться до пляжа на автобусе, время в пути на котором составляло около 5 минут. Родители ребят целиком полагались на старшую дочь Джейн, которая всегда была очень ответственна и заботилась о младших сестре и брате. Дети вышли из дома в 10 часов утра и должны были возвратиться к полудню.
Остановка находилась на углу Диагональ-роуд и Хардинг-стрит, менее чем в ста метрах от их дома. После посадки детей в автобус он продолжил движение в северо-западном направлении вдоль Диагональ-роуд, а затем — в северном, вдоль Брайтон-роуд до поворота налево, чтобы поехать на запад вдоль Джетти-стрит. С Джетти-стрит автобус свернул налево и в 10:15 остановился на остановке на Мосли-стрит, в нескольких минутах ходьбы от пляжа, где дети вышли из транспорта. То, что сёстры и брат действительно добрались до пляжа на автобусе, подтвердил его водитель Монро, а также пассажирка, которая впоследствии даже вспомнила, во что они были одеты.
Пока муж находился на встрече с потенциальными покупателями, а дети пребывали на пляже, миссис Бомонт была в гостях. К полудню она пришла на автобусную остановку, чтобы встретить детей, которые должны были вернуться с минуты на минуту. В скором времени автобус появился, но Джейн, Арнны и Гранта в нём не было. Решив, что ребята просто опоздали на автобус и прибудут на следующем, обычно приходящем в 2 часа дня, их мать ушла домой, не находя в отсутствии детей повода для волнений.
Вернувшись на остановку ко времени прибытия автобуса, Нэнси Бомонт обнаружила, что детей в нём нет и на сей раз. Она могла бы отправиться на их поиски, но, боясь разминуться с ними в случае их возвращения иными путями, решила подождать. Когда же в 3 часа пришёл третий автобус, а сына и дочерей в нём опять не оказалось, Нэнси Бомонт начала волноваться. Спустя некоторое время домой вернулся Джим Бомонт: его встреча с клиентами не состоялась. Узнав от жены об отсутствии детей, он принялся за их поиски. Дважды посетив пляж за вечер текущего дня, в 17:30 родители всё-таки обратились в полицию. После этого Джим Бомонт пробыл на территории пляжа в течение всей ночи, но не нашёл никаких следов своих детей.

## Полицейское расследование

### Начало поисков
На следующее утро дети Бомонт были официально объявлены без вести пропавшими. При выборе версии случившегося полиция сразу отказалась от возможности побега, сославшись на то, что дети редко решаются на побег группами. К тому же родители заверили полицейских в надёжности старшей дочери Джейн, которая не пошла бы на бегство сама и никогда не позволила бы этого Арнне и Гранту. Осталось лишь два возможных варианта развития событий, предложенных следствием: несчастный случай (вероятнее всего, утопление) и похищение.
Поиски начались незамедлительно. Морское побережье было обыскано на несколько километров к северу и к югу от пляжа, но детских вещей в этих пределах найдено не было. Перед сотрудниками полиции и добровольцами, занимавшимися поисками, возник резонный вопрос: даже если бы было возможно то, что во второй половине дня на переполненном пляже трое детей могли утонуть незамеченными, представлялось ли возможным бесследное исчезновение их полотенец и одежды? Ответ был очевиден, и поиски у моря прекратились.
Тем временем в доме Бомонтов собирались друзья и родственники, чтобы поддержать Джима и Нэнси, которая была вынуждена круглосуточно принимать успокоительное. Их домашний телефон был перепроведён таким образом, чтобы семья могла постоянно оставаться на связи с полицейским участком.

### Показания свидетелей

Рисунки с изображением предполагаемого похитителя детей Бомонт, выполненные на основе свидетельских показаний

В то же время полиция занялась поиском свидетелей, которые в тот день находились на пляже и могли заметить детей Бомонт. Такие люди действительно нашлись и сообщили, что видели детей невдалеке от пляжа в компании высокого стройного блондина в возрасте от тридцати до сорока лет. По их словам, они охотно играли с этим мужчиной, вели себя весело и непринуждённо. Так, примерно в 11 часов утра детей видела 74-летняя женщина, сидевшая перед зданием клуба пловцов на скамейке под деревьями. По её словам, человек, одетый в синие плавки и лежавший лицом вниз на траве неподалёку, внимательно наблюдал за ними. Вскоре она увидела этого человека вместе с резвящимися детьми.
Помимо неё, между 11:00 и 11:15 ребят видела школьная подруга Джейн, но она не разговаривала с ними.
Владелец небольшого магазина, находившегося вблизи побережья, сказал полицейским, что приблизительно в 11:45 утра он продал Джейн Бомонт печенье и пирог с мясом на сумму 1 фунт. Он хорошо знал всех детей, которые регулярно посещали пляж и его магазин, и заметил, что прежде они никогда не покупали у него мясные пироги. Отсутствие у дочери данной суммы денег подтвердила и миссис Бомонт, давшая Джейн только 8 шиллингов и 6 пенсов для оплаты проезда на автобусе и покупки сладостей. Исходя из этого, сотрудники полиции сделали вывод, что деньги детям дал тот самый мужчина.
Около 12 часов ещё одна женщина, сидевшая на соседней скамейке, а также пожилая пара с внучкой наблюдали мужчину с тремя детьми. Женщина, которая сидела на скамейке, позже сообщила, что узнала в детях Джейн и Гранта, а впоследствии и Арнну. Мужчина, их сопровождавший, не был знаком ей. Согласно показаниям очевидцев, мужчина помог детям одеться, после чего все они удалились за отель «Гленелг» примерно в 12 часов 15 минут.
В районе 2—3 часов дня дети Бомонт попали в поле зрения почтальона Тома Паттерсона, который также хорошо знал их. Они шли одни, без чьего-либо сопровождения, вдалеке от пляжа, вдоль по Джетти-роуд, в направлении своего дома. Почтальон подчеркнул, что ребята находились в приподнятом настроении, остановились, чтобы поздороваться с ним. Слова нового свидетеля поставили полицейских в тупик: не имея оснований для недоверия почтальону, они теряли первоначальную версию произошедшего и были вынуждены искать новые способы расследования.

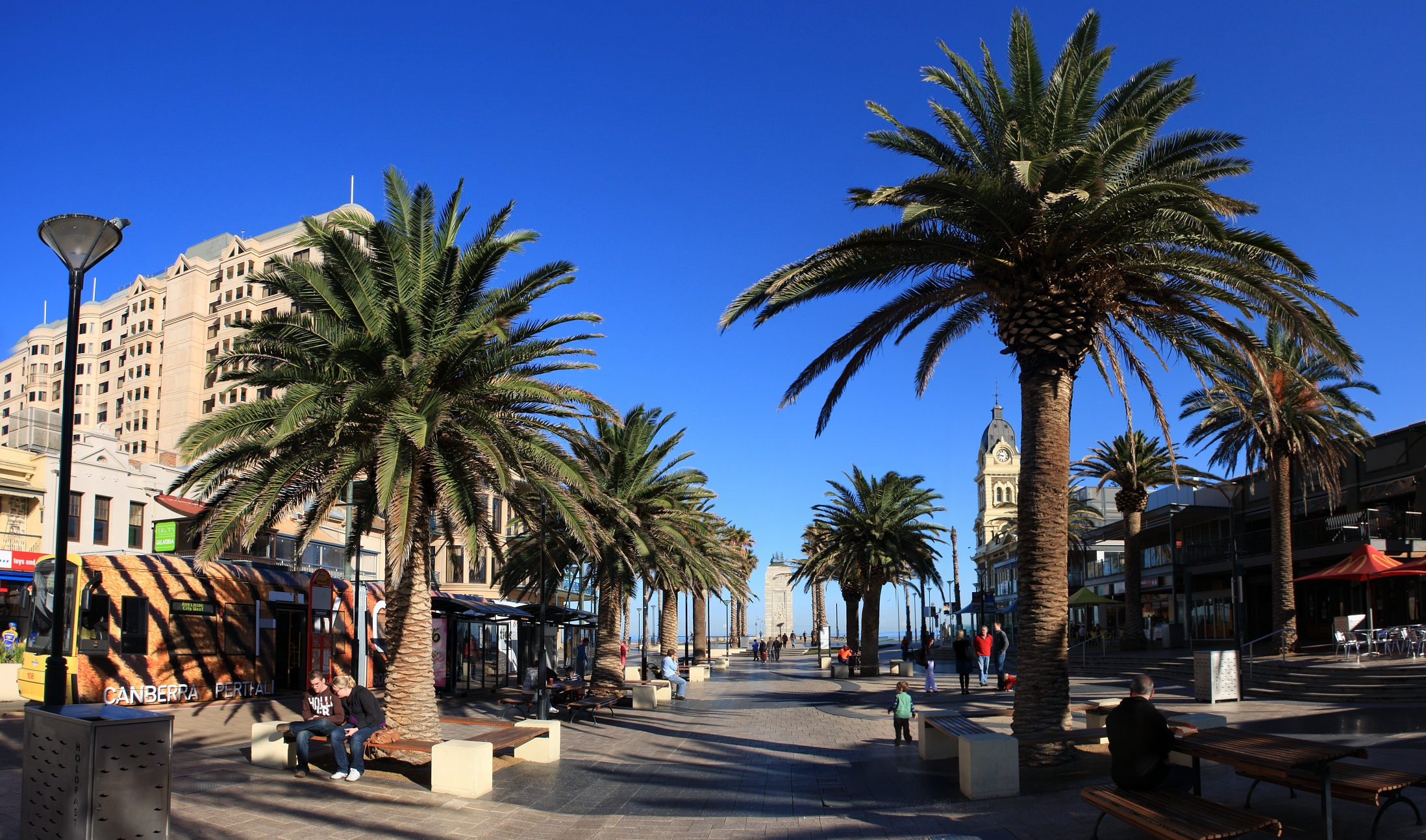
Место, где дети Бомонт встретились почтальону — последнему, кто видел их в день исчезновения

Примечательно, что первоначально Паттерсон говорил, что видел детей утром, но в какой-то момент изменил свои показания, заявив, что мог видеть их либо в 13:45, в начале доставки писем, либо в 14:55, по окончании таковой. Чтобы не отступать от версии похищения в полдень, в полиции не учли поправки, внесённые почтальоном в свои показания, остановившись на первой версии и предположив, что Паттерсон просто ошибся.
Мистер и миссис Бомонт описали своих детей, а в особенности Джейн, как крайне застенчивых и неспособных на то, чтобы столь уверенно играть на пляже с незнакомцем. Тогда в полиции предположили, что описанный свидетелями блондин уже был знаком с детьми, посещавшими пляж и ранее, и постепенно они начали доверять ему. Эту теорию подтвердил факт, который вспомнила Нэнси Бомонт: незадолго до пропажи Арнна сказала матери, что Джейн «завела друга на пляже», но та не придала значения её словам и решила, что дочь имеет в виду приятеля-сверстника.
По прошествии нескольких месяцев женщина, живущая неподалёку от Бомонтов, сообщила в полицию, что в ночь после исчезновения детей она видела человека, сопровождаемого двумя девочками и мальчиком. По её словам, компания направлялась к дому, располагавшемуся по соседству с её домом и считавшемуся нежилым. Позднее она видела, как мальчик шёл один вдоль дороги, но вскоре был пойман мужчиной. На следующее утро, как утверждала женщина, дом снова был пуст. Полицейские не восприняли эту версию всерьёз, не поняв, почему очевидица не могла сообщить о случившемся своевременно.

### Расширение поисков

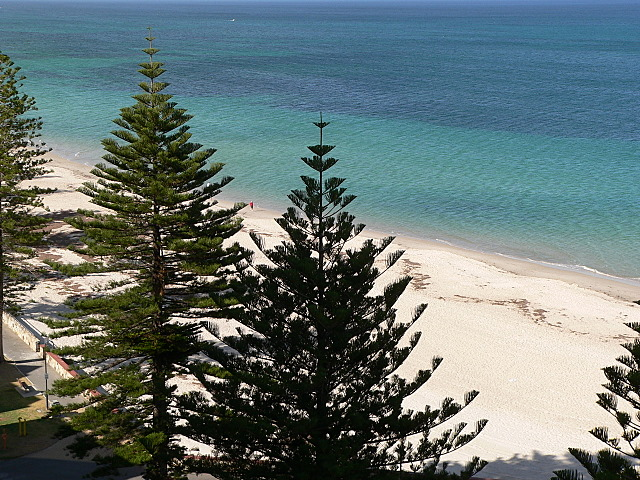
Вид на пляж Гленелга, регулярно посещаемый Джейн, Арнной и Грантом Бомонт

С наступлением выходных новость о пропаже детей Бомонт приобрела национальный масштаб. Поиск детей стал одним из самых масштабных за всю историю Австралии. Случай привлёк широкое общественное внимание как в самой стране, так и за её пределами, став ярким примером того, как родительская халатность и детская вседозволенность, допускаемая ими, могут привести к трагическим последствиям. Осознав то, что при таких обстоятельствах дети могут оказаться в опасности, многие австралийцы изменили своё отношение к воспитанию своих детей и усилили контроль над ними.
Джим Бомонт когда-то работал частным таксистом в пригородном таксопарке. Когда его бывшие сослуживцы узнали о том, что пропали без вести его дети, 40 из них присоединились к поискам.
31 января, через пять дней после исчезновения его детей, мистер Бомонт выступил на телевидении с призывом к их возвращению. Он выразил надежду на то, что тот, кто, возможно, похитил детей, вернёт их родителям. Были получены сотни звонков, в основном от людей, считавших, что они видели детей, но все сообщения оказывались ложными.
3 февраля миссис Бомонт провела пресс-конференцию в своём саду, на которой сказала, что надеется на их возвращение, но, тем не менее, предполагает, что они всё-таки мертвы. Она также пролила свет на возможный ход событий, сказав: «Если двое других очень желали пойти с кем-то, Джейн пошла бы с ними, чтобы заботиться о них, и не оставила бы их одних», тем самым объяснив возможное поведение старшей дочери. Кроме того, она выразила своё удивление в связи с тем, что очевидцы видели, как незнакомец одевал детей после купания. По её мнению, Джейн была слишком застенчивой, чтобы позволять надевать на себя шорты малознакомому человеку.
Поиски, тем временем, продолжались. Водолазы тщательно обыскивали дно на значительном расстоянии от побережья; досконально обследованы были и Аделаидские холмы — но безрезультатно.
Поиски детей Бомонт в конечном итоге должны были прекратиться, так как поиски детей в Австралии могли продолжаться в течение строго определённого времени. Полицейские приложили к поискам действительно огромные усилия, но, кроме свидетельских показаний, не обнаружили ни единой улики.

## Частные расследования

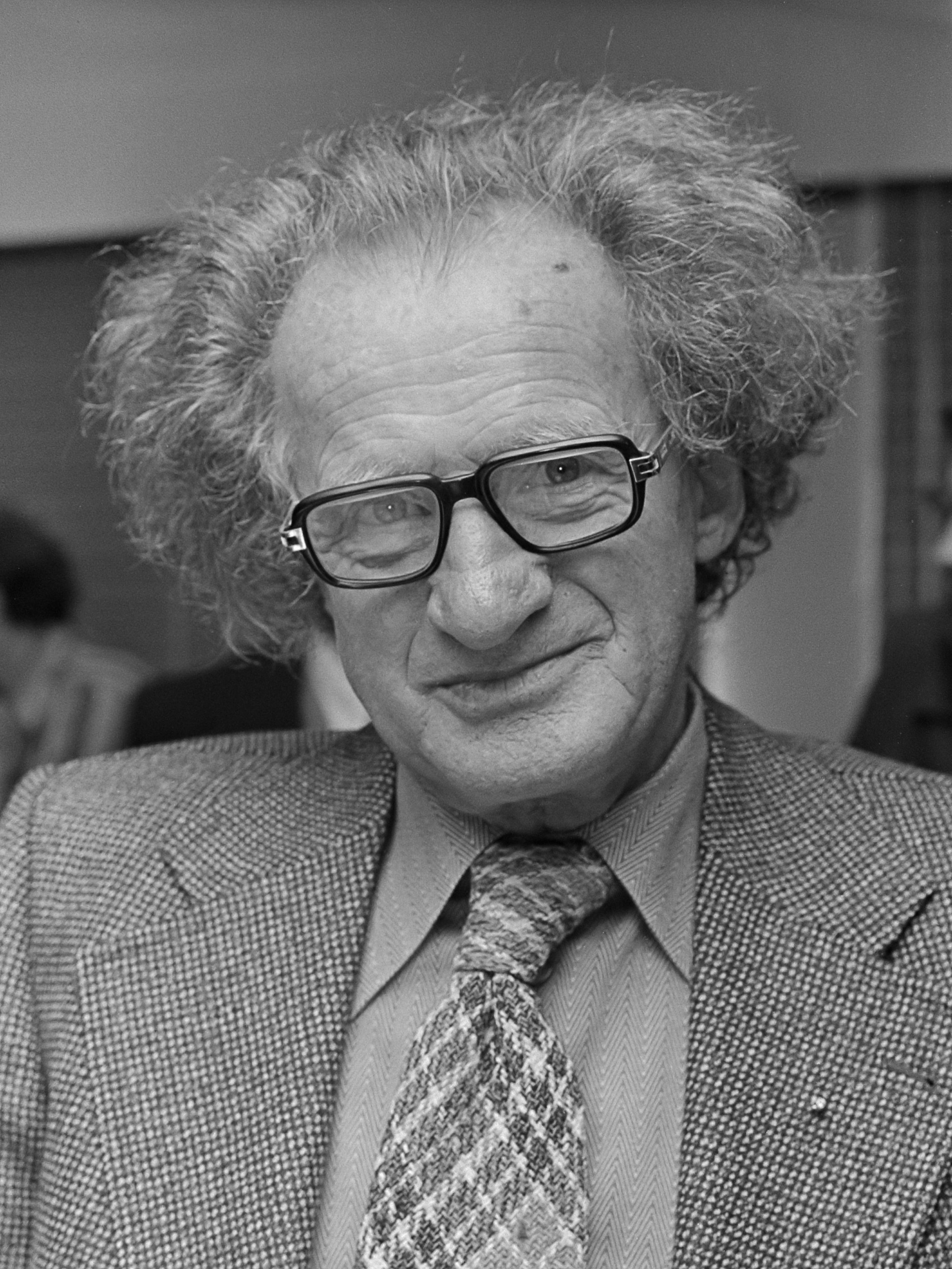
Жерар Краузе

В марте 1966 года к месту событий прибыл бывший полицейский Рэй Келли. Служа в полиции Нового Южного Уэльса, он стал полулегендарной фигурой и не так давно ушёл в отставку, будучи, вероятно, самым известным полицейским в Австралии. Привлечённый к делу о пропаже детей Бомонт газетой Сиднея, он принялся за работу как частный детектив. Полиция Южной Австралии приветствовала его вежливо, но Келли бросил расследование на следующий же день после его начала. Причиной, по-видимому, стало осознание им безнадёжности этого расследования.
В скором времени после происшествия в Австралию был приглашён известный нидерландский парапсихолог и психиатр Жерар Круазе, прибытие которого привлекло к ситуации огромное количество представителей СМИ. Однако на деле расследование Круазе оказалось неудачным. Не имея никаких улик и постоянно меняя свои версии произошедшего, он определил, что на складе возле дома Бомонтов, а также вблизи начальной школы, где обучались Джейн и Арнна, якобы были захоронены детские органы. На момент исчезновения на указанном им месте находилась строительная площадка, и парапсихолог сделал вывод, что тела детей Бомонт были погребены внутри старой кирпичной печи для обжига, под слоем бетона. Изначально собственники построенного здания отказывались от сноса, но вскоре, не выдержав давления общественности, согласились, за что получили сумму в 40 тысяч долларов. Несмотря на уверенность Круазе в своей правоте, никаких следов детей на развалинах снесённого сооружения, ни одной из 17 установленных полицией вещей, имевшихся у детей в день пропажи (сумки, предметы одежды, полотенца и т. д.), обнаружено не было.

## Ложные сообщения

### Телефонный разговор в Каниве
27 сентября 1966 года старший констебль Рон Гроуз из небольшого городка Канива в австралийском штате Виктория, ожидавший телефонного подключения к штаб-квартире полиции на Рассел-стрит в Мельбурне, случайно соединился с другой линией и услышал телефонный разговор двух женщин о детях Бомонт.
По словам Гроуза, ему показалось, что женщины говорили о похищении детей и о том, что те воспитываются «в доме у Хобарта». Связавшись с Мельбурном, он немедленно сообщил об услышанном, но в ответ получил предположение о том, что разговор — не более, чем телефонный розыгрыш. Однако Гроуз был искренне уверен в своей правоте. Со временем о констебле узнали в Аделаиде, и вскоре Джим Бомонт в компании телерепортёра Брайана Тейлора лично посетил Каниву, чтобы поговорить с Гроузом с глазу на глаз.
Сомнения в достоверности разговора подтвердились 13 октября, когда две женщины, разговор которых слышал Гроуз, позвонили в полицию Канивы. Как они объяснили, речь в разговоре между ними действительно шла о детях Бомонт, но потом они стали говорить о каких-то других детях, воспитывавшихся в доме у Хобарта. Гроуз ошибся: женщины не имели ничего общего с исчезновением детей Бомонт.

### Письма из Данденонга
Спустя два года после исчезновения мистер и миссис Бомонт получили два письма: одно из них якобы было написано Джейн, а другое — человеком, у которого находились дети. На конвертах стояли штемпеля города Данденонг (Виктория). Как утверждала «Джейн», этот человек относился к ним хорошо. Сам автор второго письма называл себя «охранником» детей и писал о своей готовности передать их в руки родителей, указав время и место встречи.
Мистер и миссис Бомонт, а затем нанятый ими детектив прибыли в отведённое место, но никто не появился. Какое-то время спустя пришло новое письмо от «Джейн». В нём говорилось о том, что человек готов был вернуть детей, но, поняв, что поблизости присутствует замаскированный детектив, решил, что Бомонты предали его доверие, и отказался от передачи детей.
Около 25 лет спустя новая судебно-медицинская экспертиза писем показали, что они представляли собой мистификации. Технологии дактилоскопии улучшились, а автор писем был идентифицирован как 41-летний мужчина, который писал их, будучи подростком, и воспринимал это как безобидную шутку. Ввиду истечения срока давности он не был привлечён к ответственности за свои действия.

## Подозреваемые
У полиции время от времени появлялись подозреваемые в похищении и возможном убийстве детей Джейн, Гранта и Арнны Бомонт:
- Артур Стэнли Браун[англ.]. Подозревается в убийстве двух девочек в Таунсвилле в 1970 году, умер в 2002 году.
- Джеймс Райан О'Нил[англ.]. В 1975 году осуждён за убийство 9-летнего Рикки Джона Смита в Тасмании, подозревается в серии убийств других детей.
- Дерек Перси[англ.]. В 1969 году осуждён за убийство 12-летней Ивонн Туохи, подозревается в серии других убийств[17].
- Фабрикант Гарри Фиппс (умер в 2004 году) был одним из наиболее перспективных подозреваемых в этом деле. Имел сходство с мужчиной, которого видели с детьми на пляже, жил неподалёку и предположительно имел педофильские наклонности. Уже после его смерти двое свидетелей сообщили, что в дни после исчезновения детей Бомонт они по его заказу вырыли яму во дворе его фабрики, при этом Фиппс не объяснил, для чего она[18][19][20]. Полиция начала проверку этой версии в 2013 году, а в 2018 году там были проведены масштабные раскопки, но ничего, кроме мусора и костей животных, обнаружено не было[21].

Все эти люди проверялись полицией в связи с делом детей Бомонт, но обвинения не были предъявлены никому.

### «Семейные убийства»
Вскоре после исчезновения детей Бомонт по Южной Австралии прокатился ряд пропаж и кровавых убийств детей и молодых людей. Это началось в 1973 году с исчезновения 11-летней Джоан Рэтклифф и 4-летней Кирсти Гордон, пропавших после похода в туалет во время футбольного матча в Аделаиде.
В 1979 году в Аделаиде было найдено изуродованное тело 25-летнего Нила Мьюра, в 1982 году — 18-летнего Марка Лэнгли, живот которого был вспорот ещё до наступления смерти. Кишки Лэнгли были частично удалены, и молодой человек умер от потери крови. В течение следующих нескольких месяцев в Аделаиде и окрестностях был обнаружен ещё ряд трупов. Так, расчленённые останки Питера Стогнеффа (14 лет) полиция нашла спустя почти год после его исчезновения. Тело Алана Барнса (18 лет), найденное вскоре после Стогнеффа, было вскрыто тем же способом, что и Лэнгли. В 1983 году полицейские вышли на тело пятой жертвы — Ричарда Кельвина (15 лет), имевшее всё те же увечья. Убитый мальчик был сыном австралийского телеведущего Роба Кельвина.
За убийство Кельвина в 1984 году был осуждён Беван Спенсер фон Эйнем. В 1989 году ему же были предъявлены обвинения в убийствах Лэнгли и Барнса. Однако, согласно версии полиции, в организации и осуществлении похищений и экзекуций над погибшими участвовало не менее четырёх убийц и восьми сообщников. В связи с этим серия убийств в Аделаиде вошла в историю криминалистики как «Семейные убийства».
В ходе суда над фон Эйнемом обвиняемый неоднократно подтверждал свою причастность к похищениям не только Джоан Рэтклифф и Кирсти Гордон, но и детей Бомонт, но его показания в этом отношении были признаны недостоверными и не подлежали рассмотрению.

## Родители Бомонт
Супруги Джим и Нэнси Бомонт вызывали симпатии и сожаление со стороны австралийцев. Общество не осуждало их за отсутствие жёсткого контроля над детьми, потому что для периода времени, когда произошла трагедия, явление пропажи и тем более похищения детей было нонсенсом, и никакие родители не предполагали, что такое может случиться с их детьми.
Родители Бомонтов на долгие годы остались в своём доме в Сомертон Парк. Миссис Бомонт продолжала надеяться на возвращение своих детей, сказав в интервью, что было бы «ужасным», если бы они вернулись домой и не увидели там своих родителей. Так и не дождавшись появления хоть сколько-нибудь правдоподобных теорий пропажи детей, Джим и Нэнси рассматривали самые невероятные варианты произошедшего, предполагая даже, что дети стали жертвами религиозного культа. Они искали их в Новой Зеландии, Мельбурне и Тасмании, в том числе разыскивая места возможного их захоронения, но ни один поиск не дал Бомонтам никакой значительной информации.
Даже после того, как, отчаявшись, супруги Бомонт продали дом в Сомертон Парк и переехали, они оставили полиции Южной Австралии их новые координаты на случай возможного появления детей. Бомонты развелись и жили отдельно. В конце концов они признали, что тайна исчезновения их детей уже никогда не сможет быть раскрыта, и отказались от пристального общественного внимания, не покидавшего их на протяжении нескольких десятков лет.
В 1990 году в прессе появились смоделированные на компьютере фотографии взрослых Джейн, Арнны и Гранта. Эти фотографии были опубликованы против воли их родителей (Нэнси Бомонт даже отказалась смотреть на них) и вызвали массу негодования в обществе. В 2019 году Нэнси Бомонт умерла в возрасте 92 лет, а в 2023 году в возрасте 97 лет умер Джим Бомонт.